# Memorando de Budapeste sobre Garantias de Segurança
O Memorando de Budapeste sobre Garantias de Segurança compreende três acordos políticos idênticos assinados na conferência da OSCE em Budapeste, na Hungria, a 5 de dezembro de 1994, para providenciar garantias de segurança por parte dos seus signatários em relação à adesão da Bielorrússia, do Cazaquistão e da Ucrânia ao Tratado de Não Proliferação de Armas Nucleares (TNP). O memorando foi originalmente assinado por três potências nucleares: a Federação Russa, o Reino Unido e os Estados Unidos da América. A República Popular da China e a França, enquanto potências nucleares, deram garantias individuais um pouco mais fracas em documentos separados.
O memorando proibia a Federação Russa, o Reino Unido e os Estados Unidos de ameaçar ou usar qualquer força militar ou coerção económica contra a Bielorrússia, o Cazaquistão e a Ucrânia, "exceto em legítima defesa ou de outro modo em concordância com a Carta das Nações Unidas". Como resultado de outros acordos e do memorando, entre 1993 e 1996, a Bielorrússia, o Cazaquistão e a Ucrânia desistiram das suas armas nucleares e entregaram-nas à Federação Russa.

## Conteúdo
De acordo com o memorando, a Rússia, os EUA e o Reino Unido confirmaram o seu reconhecimento de que a Bielorrússia, o Cazaquistão e a Ucrânia se tornaram partes do Tratado de Não Proliferação de Armas Nucleares (TNP) e que entregaram efetivamente o seu arsenal nuclear à Rússia e, de seguida, concordaram em:
1. Respeitar a independência e a soberania da Bielorrússia, do Cazaquistão ou da Ucrânia nas fronteiras existentes à data da assinatura.[5]
2. Abster-se de ameaçar ou de usar a força contra a Bielorrússia, o Cazaquistão ou a Ucrânia.
3. Abster-se de usar a pressão económica na Bielorrússia, no Cazaquistão ou na Ucrânia para influenciar as suas políticas.
4. Procurar ações imediatas do Conselho de Segurança das Nações Unidas para prestar assistência à Bielorrússia, ao Cazaquistão ou à Ucrânia se eles "se tornarem vítimas de um ato de agressão ou objeto de uma ameaça de agressão em que sejam usadas armas nucleares".
5. Abster-se do uso de armas nucleares contra a Bielorrússia, o Cazaquistão ou a Ucrânia.
6. Consultarem-se se surgirem dúvidas sobre estes compromissos.[6][7]

## História
Até a entrega à Rússia das armas nucleares estacionadas em seu solo, Ucrânia detinha o terceiro maior conjunto de armas nucleares do mundo, do qual tinha o controlo físico, mas não operacional. A Rússia controlava os códigos necessários para operar estas armas nucleares por meio de Permissive Action Links eletrónicos e do sistema de comando e controlo, embora isto não pudesse ser uma garantia suficiente da sua não utilização ucraniana. Formalmente, estas armas eram controladas pela Comunidade dos Estados Independentes (CEI). A Bielorrússia só detinha lançadores de mísseis móveis, e o Cazaquistão optou por entregar rapidamente as suas ogivas nucleares e mísseis à Rússia. A Ucrânia passou por um período de debate interno sobre a sua abordagem mais segura.
A 23 de maio de 1992, a Rússia, os EUA, a Bielorrússia, o Cazaquistão e a Ucrânia assinaram em Lisboa, Portugal, o Protocolo de Lisboa ao Tratado START I, antes de ratificarem o tratado posteriormente. O protocolo comprometia a Bielorrússia, o Cazaquistão e a Ucrânia a aderirem ao TNP como estados sem armas nucleares o mais rápido possível. No entanto, os termos para a transferência das ogivas nucleares não foram acordados, e alguns funcionários e parlamentares ucranianos começaram a discutir a possibilidade de manterem alguns dos modernos mísseis RT-23 (SS-24) construídos na Ucrânia e algumas das ogivas construídas durante o período soviético.
Em 1993, dois regimentos de mísseis UR-100N (SS-19) na Ucrânia foram retirados para armazenamento porque os componentes das ogivas haviam passado da sua vida operacional, e a liderança política da Ucrânia percebeu que a Ucrânia não se poderia constituir como uma força militar nuclear confiável, pois não poderia manter as ogivas e garantir a sua segurança nuclear a longo prazo. Mais tarde, em 1993, os governos ucraniano e russo assinaram uma série de acordos bilaterais, pelos quais a Ucrânia desistia das suas reivindicações de manter armas nucleares e de exigir a retirada da Frota do Mar Negro russa de Sebastopol na Ucrânia, em troca do cancelamento das dívidas do gás e do petróleo e de futuros fornecimentos de combustível para os reatores das suas centrais (usinas) nucleares. A Ucrânia concordou em ratificar prontamente os tratados START I e TNP. Isto causou severas críticas públicas que levaram à renúncia do ministro da Defesa ucraniano, Morozov. Em 18 de novembro de 1993, a Rada, o parlamento ucraniano, aprovou uma moção concordando com o START I, mas renunciando ao Protocolo de Lisboa, sugerindo que a Ucrânia desativaria apenas 36% dos lançadores de mísseis e 42% das ogivas no seu território e exigia uma compensação financeira pelas armas nucleares táticas removidas em 1992. Isto causou consternação diplomática dos EUA e, no dia seguinte, o presidente ucraniano Kravchuk disse "devemo-nos livrar [destas armas nucleares]. Este é o meu ponto de vista do qual não me desviei e não me desviarei". O presidente apresentou então uma nova proposta à Rada.
Em 15 de dezembro de 1993, o vice-presidente dos EUA, Al Gore, visitou Moscovo (Moscou) para uma reunião. Após discussões paralelas, uma delegação dos EUA e da Rússia, incluindo o vice-secretário de Defesa dos EUA, William J. Perry, voou para a Ucrânia para concordar com os esboços de um acordo trilateral, incluindo a assistência dos EUA ao desmantelamento dos sistemas nucleares na Ucrânia e a uma compensação pelo urânio que estava dentro das ogivas entregues. Os participantes foram convidados para uma reunião em Washington de 3 a 4 de janeiro para finalizar o acordo. Foi acordada uma Declaração Trilateral com um anexo detalhado, com base nos termos previamente acordados, mas com acordos financeiros detalhados e um firme compromisso de um início antecipado da transferência de pelo menos 200 ogivas para a Rússia e da produção na Rússia de combustível para os reatores das centrais (usinas) nucleares da Ucrânia . As ogivas seriam removidas de todos os RT-23 (SS-24) dentro de 10 meses. No entanto, a Ucrânia não queria que um compromisso de transferir todas as ogivas até 1 de junho de 1996 fosse tornado público por razões políticas internas, e a Rússia não queria que a compensação financeira pelo urânio se tornasse pública, preocupada que a Bielorrússia e o Cazaquistão também lhe exigissem as mesmas compensações financeiras. Decidiu-se excluir estes dois assuntos do acordo publicado, mas assegurá-los em cartas particulares entre os presidentes dos dois países.
Outro ponto-chave foi o fato de que os procuradores do Departamento de Estado dos EUA fizeram uma distinção entre "garantia" ("guarantee") e "asseguramento" ("assurance"), para se referirem às garantias de segurança desejadas pela Ucrânia em troca da não proliferação. No final, uma declaração foi lida no registo da negociação de que (de acordo com os procuradores dos EUA) o menor sentido da palavra inglesa "garantia" ("guarantee") seria a única tradução implícita para todas as interpretações de ambos os termos em todas as três versões linguísticas da declaração.
O presidente Clinton fez uma paragem de cortesia em Kyiv a caminho de Moscovo (Moscou) para a assinatura da Declaração Trilateral, apenas para confirmar a sua suspeita de que internamente a Ucrânia estava a ter sérias dúvidas sobre a assinatura. Clinton disse a Kravchuk que ao não assinar arriscaria grandes danos às relações EUA-Ucrânia. Após algumas reformulações menores, a Declaração Trilateral foi assinada pelos três presidentes em Moscovo (Moscou) em frente aos meios de comunicação social a 14 de janeiro de 1994.
Depois deste acordo ter sido obtido, os EUA utilizaram o seu programa de Redução de Ameaças Cooperativas Nunn-Lugar para fornecer assistência financeira superior a US$ 300 milhões (equivalente a US$ 548 milhões em 2021) e assistência técnica no descomissionamento das armas nucleares e sistemas de entrega, que demorou até 2008 para ficar totalmente completo. Os EUA também duplicaram as demais ajudas económicas à Ucrânia para US$ 310 milhões (equivalente a US$ 567 milhões em 2021) em 1994.
Em 2009, a Rússia e os Estados Unidos divulgaram uma declaração conjunta de que as garantias de segurança do memorando continuariam a ser totalmente respeitadas após a expiração do Tratado START.

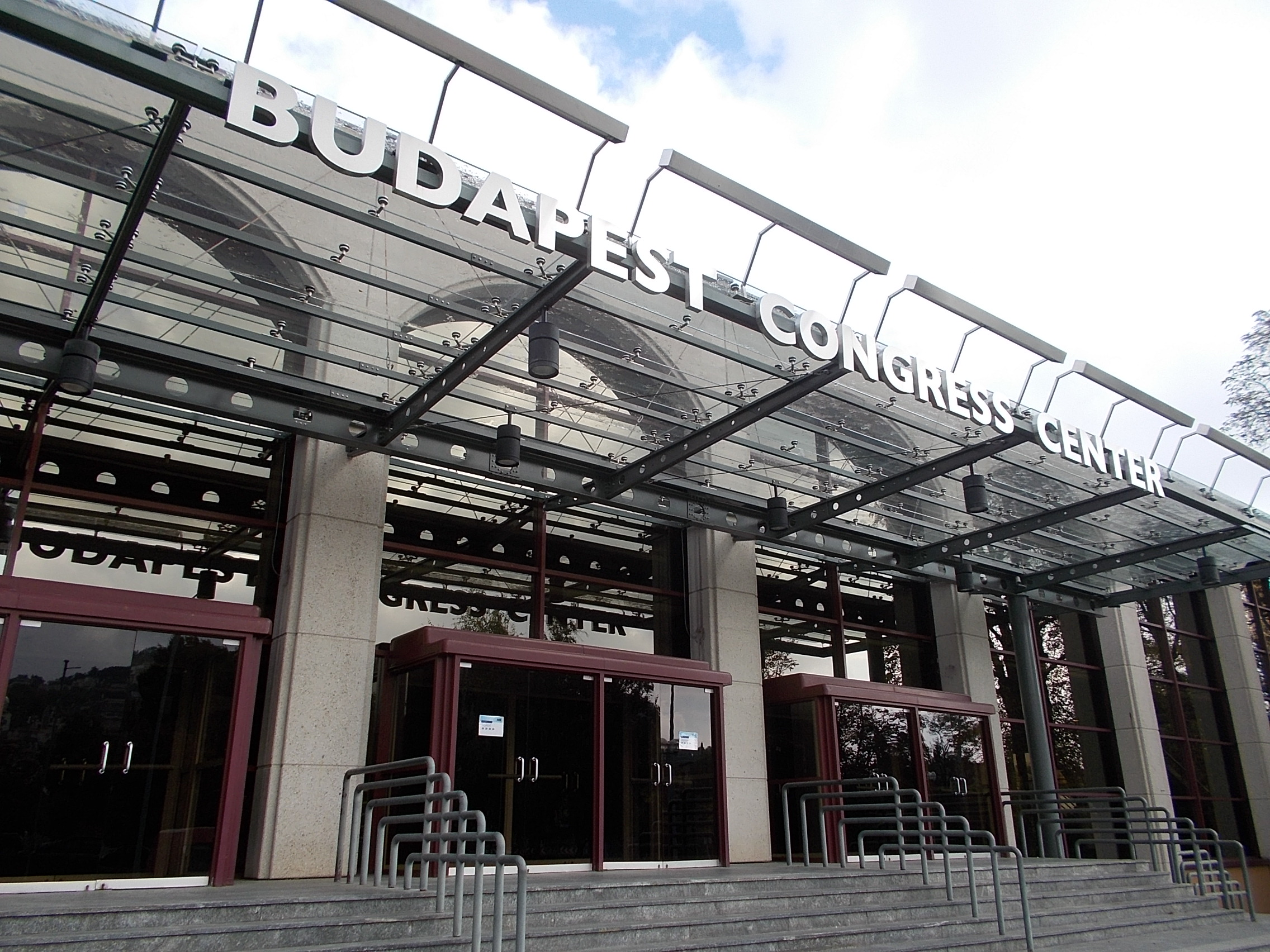
A 5 de dezembro de 1994, para assinar os três documentos, os líderes das sete nações reuniram-se no Centro de Congressos de Budapeste, aqui exposto numa fotografia datada de outubro de 2015.

Após a anexação da Crimeia pela Rússia em 2014, Canadá, França, Alemanha, Itália, Japão, Reino Unido e EUA, declararam que o envolvimento russo era uma violação clara das obrigações do Memorando de Budapeste para com a Ucrânia, às quais a Rússia se havia comprometido a cumprir e que haviam sido depositadas pela Rússia nas Nações Unidas com a assinatura de governantes russos como Sergey Lavrov e outros, e em violação da soberania e integridade territorial ucranianas. Em 4 de março de 2014, o presidente russo Vladimir Putin respondeu a uma pergunta sobre a violação do Memorando de Budapeste, descrevendo a atual situação ucraniana como uma revolução: "um novo estado surgiu, mas com este estado e em relação a este estado, não temos assinado nenhum documento de cumprimento obrigatório". A Rússia afirmou que nunca teve nenhuma obrigação de "forçar qualquer parte da população civil da Ucrânia a permanecer na Ucrânia contra sua vontade". A Rússia sugeriu que os EUA estavam a violar o Memorando de Budapeste e descreveu o Euromaidan como um golpe instigado pelos EUA.

## Violações

### Sanções da Bielorrússia de 2013
Em 2013, o governo da Bielorrússia reclamou que as sanções americanas contra o governo violavam o Artigo 3 do Memorando. O governo dos EUA respondeu que suas sanções visavam combater as violações dos direitos humanos e outras atividades ilícitas do governo da Bielorrússia e não da população da Bielorrússia.

### Anexação da Crimeia pela Rússia

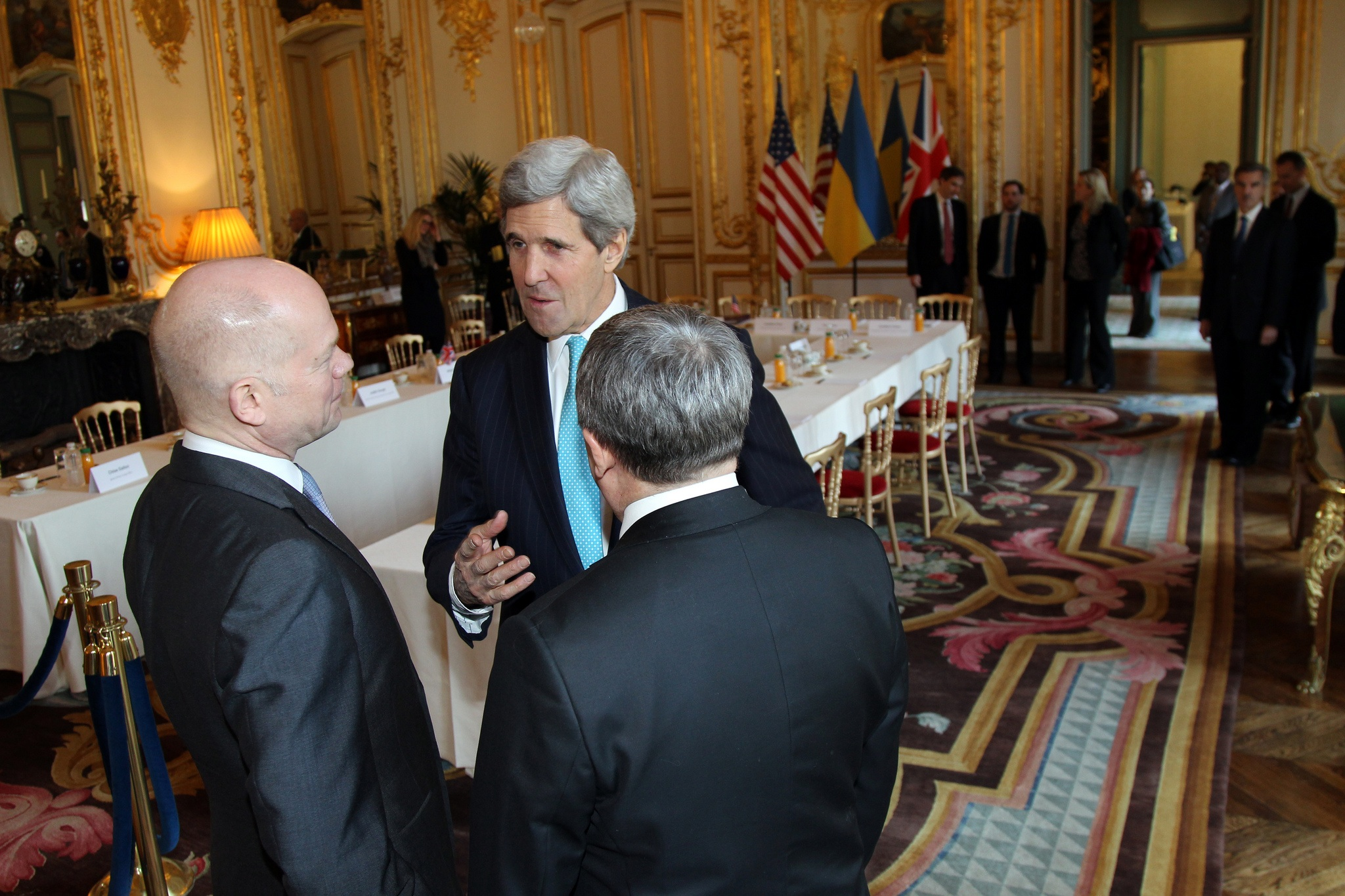
O secretário de Estado dos EUA, John Kerry, fala com o secretário de Relações Exteriores britânico, William Hague, e o ministro das Relações Exteriores ucraniano, Andrii Deshchytsia, após sediar o Memorando Ministerial de Budapeste sobre a crise da Ucrânia em Paris, França, a 5 de março de 2014.

Em fevereiro de 2014, as forças russas ocuparam ou bloquearam vários aeroportos e outros locais estratégicos em toda a Crimeia na Ucrânia. As tropas pertenciam à Frota Russa do Mar Negro estacionada na Crimeia, na Ucrânia, o que colocou a Rússia em violação do Memorando de Budapeste de 1994. O Ministério das Relações Exteriores da Rússia confirmou o movimento de unidades blindadas pertencentes à Frota do Mar Negro na Crimeia, na Ucrânia, mas afirmou que elas estavam agindo no âmbito dos vários acordos entre os dois países. A Rússia respondeu apoiando um referendo sobre se a Crimeia se devia se juntar a ela. O Parlamento da Crimeia anunciou um referendo sobre o futuro da região ucraniana de acordo com a lei "Sobre a República Autónoma da Crimeia". Em 16 de março, a Crimeia foi incorporada à Federação Russa de acordo com os resultados do referendo e a Ucrânia protestou vigorosamente contra a ação como uma violação do Artigo 1 do Memorando de Budapeste.
Em resposta à crise, a Rada, o parlamento ucraniano, solicitou aos signatários do memorando que reafirmassem o seu compromisso com os princípios consagrados no acordo político e pediu que eles realizassem consultas com a Ucrânia para aliviar as tensões.
Em 24 de março de 2014, o primeiro-ministro canadiano Stephen Harper liderou os parceiros do G7 numa reunião ad hoc durante a Cimeira de Segurança Nuclear, em Haia, nos Países Baixos, para uma suspensão parcial da adesão da Rússia ao G8 devido à violação da Rússia do Memorando de Budapeste. Ele disse que a Ucrânia desistiu das suas armas nucleares "com base numa garantia explícita da Rússia da sua integridade territorial. Ao violar essa garantia, o presidente Putin forneceu uma justificação para todos os países de quaisquer outros lugares que ainda precisavam de mais motivos do que o simples orgulho ou ressentimento, agora se armarem até os dentes." Harper também indicou o apoio à Ucrânia dizendo que trabalharia com o novo governo ucraniano para um acordo de livre comércio.
Em fevereiro de 2016, Sergey Lavrov afirmou: "A Rússia nunca violou o memorando de Budapeste. Ele continha apenas uma obrigação, não atacar a Ucrânia com armas nucleares". No entanto, o jornalista canadiano Michael Colborne apontou que "há realmente seis obrigações no Memorando de Budapeste, e a primeira delas é 'respeitar a independência e a soberania e as fronteiras existentes da Ucrânia'". Colborne também apontou que uma transmissão da alegação de Lavrov na conta do Twitter da embaixada da Rússia no Reino Unido na verdade "forneceu um link para o texto do próprio Memorando de Budapeste com todas as seis obrigações, incluindo aquelas que a Rússia claramente violou - ali mesmo para todo mundo ver." Steven Pifer, um diplomata americano que esteve envolvido na redação do Memorando de Budapeste, comentou mais tarde sobre "a falsidade da diplomacia russa e o seu completo desprezo pela opinião internacional quando o ministro das Relações Exteriores diz algo que pode ser provado ser errado com menos de 30 segundos de 30 segundos de verificação no Google". A Rússia argumentou que os Estados Unidos rasgaram o terceiro ponto do acordo ao introduzir e ameaçar novas sanções contra o governo de Yanukovych.
Em 20 de abril de 2016, a Ucrânia estabeleceu o Ministério da Reintegração dos Territórios Ocupados Temporariamente, para gerir as partes ocupadas das regiões de Donetsk, de Lugansk e da Crimeia, que estão a ser afetadas pela intervenção militar russa desde 2014.

### Incidente no Estreito de Querche
Em 25 de novembro de 2018, a guarda costeira do Serviço Federal de Segurança (FSB) da Rússia disparou e capturou três navios da Marinha Ucraniana depois de eles terem tentado legitimamente transitar nas suas próprias águas territoriais ucranianas do Mar Negro para o Mar de Azove através do Estreito de Querche a caminho da cidade costeira ucraniana de Mariupol. Em 27 de novembro de 2018, o Ministério das Relações Exteriores da Ucrânia apelou aos estados signatários do Memorando de Budapeste para realizar consultas urgentes para garantir o pleno cumprimento dos compromissos do memorando e a cessação imediata da agressão russa contra a Ucrânia.

### Invasão russa da Ucrânia de 2022
Em 2008 e 2011, o presidente da Rússia, Putin, expressou a sua opinião de que nem a transferência da Crimeia para a Ucrânia nem o Memorando de Budapeste assinado pelo presidente Iéltsin eram vinculativos para a Rússia. Em 2014, Putin afirmou que na sua opinião o movimento Maidan e a mudança governamental haviam transformado radicalmente a Ucrânia numa nova entidade, com a qual a Rússia não teria relações, permitindo assim a invasão legal do Donbass em 2014.
O presidente ucraniano, Volodymyr Zelenskyy, comentou publicamente sobre o Memorando de Budapeste, argumentando que ele não fornece uma garantia real de segurança devido ao poder coercivo da Rússia. Em 19 de fevereiro de 2022, Zelenskyy fez um discurso na Conferência de Segurança de Munique, no qual afirmou: "Desde 2014, a Ucrânia tentou três vezes convocar consultas com os estados garantidores do Memorando de Budapeste [ou seja, os Estados Unidos e o Reino Unido]. Hoje a Ucrânia vai tentar fazê-lo pela quarta vez... Se mais uma vez não voltarem a acontecer ou os seus resultados não garantirem a segurança do nosso país, a Ucrânia terá todo o direito de acreditar que o Memorando de Budapeste já não está a funcionar e todo o pacote de decisões de 1994 estão em dúvida". Putin utilizou os comentários de Zelenskyy como parte das suas alegações de que a Ucrânia poderia desenvolver armas nucleares. Os críticos contestaram as alegações de Putin. O Memorando de Budapeste de 1994 já foi violado pela Rússia com o início da invasão russa da Ucrânia de 2022. Em março de 2022, o meio de comunicação social The Conversation argumentou: "A invasão da Ucrânia pela Rússia hoje é uma violação ainda mais grave e efetivamente enterra as garantias da Rússia no Memorando de Budapeste".

## Análise
Mediante o acordo, os signatários ofereceram à Ucrânia "garantias de segurança" em troca da sua adesão ao Tratado de Não Proliferação de Armas Nucleares. O memorando reunia um conjunto de garantias de segurança de que a Ucrânia já estava protegida nos termos da Ata Final da Conferência sobre Segurança e Cooperação na Europa (CSCE), da Carta das Nações Unidas e do Tratado de Não Proliferação de Armas Nucleares, mas o Governo Ucraniano defensivamente considerou valioso ter estas garantias escritas num documento específico para a Ucrânia.
O memorando de Budapeste foi negociado a nível político, mas não é totalmente claro se o instrumento é totalmente desprovido de disposições legais. Refere-se a garantias, mas não impõe uma obrigação legal de assistência militar às suas partes. De acordo com Stephen MacFarlane, professor de relações internacionais, "Isto dá justificação aos seus signatários se eles decidirem agir, mas não força ninguém a agir pela Ucrânia". Nos EUA, nem a administração de George H. W. Bush nem a administração de Clinton estavam preparados para dar um compromisso militar à Ucrânia, e eles não acreditavam que o Senado dos EUA ratificasse um tratado internacional e, portanto, o memorando acabou por ser adotado em termos mais limitados. O memorando tem uma exigência de consulta entre as partes "no caso de surgir uma situação que levante uma questão sobre os (...) compromissos" estabelecidos no memorando. Quer o memorando estabeleça ou não obrigações legais, as dificuldades que a Ucrânia tem encontrado desde o início de 2014 podem colocar em causa, no futuro, a credibilidade das garantias de segurança que são oferecidas em troca de compromissos de não proliferação. Independentemente disto, os Estados Unidos sustentam publicamente que "o Memorando não é juridicamente vinculativo", chamando-o de um "compromisso político".
Estudiosos do direito internacional ucraniano, como Olexander Zadorozhny, sustentam que o Memorando é um tratado internacional porque satisfaz os critérios para tal, conforme fixado pela Convenção de Viena sobre o Direito dos Tratados (VCLT) de 1969 e é "um acordo internacional concluído entre Estados por escrito, com uma forma, e regido pelo direito internacional".
A China e a França deram garantias de segurança à Ucrânia em documentos separados. A declaração governamental da China de 4 de dezembro de 1994 não exigia consultas obrigatórias se surgissem dúvidas, mas apenas "consultas justas". A declaração da França de 5 de dezembro de 1994 não mencionou as consultas.
Estudiosos assumiram na época que a decisão da Ucrânia de assinar o Memorando de Budapeste era uma prova do desenvolvimento da Ucrânia como uma democracia consolidada e do seu desejo de se afastar do mundo pós-soviético e de dar os seus primeiros passos em direção a um futuro europeu. Durante 20 anos, até à ocupação militar russa de regiões da Ucrânia em 2014, o desarmamento nuclear ucraniano foi considerado um caso exemplar de não proliferação nuclear.